# Clementine Hozier
Clementine Ogilvy Spencer-Churchill, baronesa Spencer-Churchill, GBE, CStJ  (de soltera Hozier; Londres, 1 de abril de 1885 – Londres, 12 de diciembre de 1977), fue la esposa de Winston Churchill y par vitalicia por derecho propio.

## Primeros años
Clementine nació en Mayfair, Londres, hija de Lady Henrietta Blanche Hozier (1852–1925), hija del décimo conde de Airlie y segunda esposa de Sir Henry Montague Hozier (1838–1907). Su paternidad ha sido un tema debatible, dado que Lady Blanche era conocida por compartir sus "favores". Después de que Sir Henry encontrara a Lady Blanche con un amante en 1891, ella consiguió evitar la demanda de divorcio de su esposo, debido a las propias infidelidades de él, posteriormente la pareja se separó. Lady Blanche sostenía que el padre biológico de Clementine era el capitán William George "Bay" Middleton, un notable jinete, esta versión fue apoyada por Mary Soames, hija menor de Clementine. Por otra parte, Joan Hardwick, biógrafa de Clementine, ha señalado (debido en parte a la conocida esterilidad de Sir Henry) que todos los niños "Hozier" de Lady Blanche eran hijos en realidad del esposo de su hermana, Algernon Bertram Freeman-Mitford (1837-1916), más conocido por ser abuelo de las famosas hermanas Mitford. Cualquiera que fuera la verdadera paternidad de Clementine, ella fue registrada como hija de Lady Blanche y Sir Henry.
En el verano de 1899, cuando Clementine tenía catorce años, su madre se trasladó con su familia a Dieppe. Ahí pasaron un idílico verano entre baños, cabotaje y picnics. La familia en Dieppe se hizo muy conocida dentro de "La Colonie", formada por los demás habitantes ingleses que vivían allí junto al mar. Este grupo estaba formado por militares, escritores y pintores, como Aubrey Beardsley y Walter Sickert, quien llegó a ser gran amigo de la familia. Según la hija de Clementine, Mary Soames, ella quedó profundamente impresionada por Sickert, pensando que era el hombre más apuesto y atractivo que había visto en su vida. La feliz vida de los Hoziers en Francia llegó a su fin cuando Kitty, la hija mayor, enfermó de fiebre tifoidea. Blanche Hozier decidió que lo mejor sería enviar a Clementine y su hermana Nellie a Escocia, para poder dedicarle tiempo completo a Kitty. Kitty murió el 5 de marzo de 1900.
Clementine fue educada en casa, luego brevemente en la escuela de Edimburgo, dirigida por Karl Froebel, sobrino del famoso pedagogo alemán Friedrich Froebel, y su esposa Johanna; después, en la Berkhamsted School for Girls (hoy, Berkhamsted School) y en La Sorbona de París.
Ella se comprometió en secreto dos veces con Sir Sidney Peel, que se enamoró de ella cuando tenía dieciocho años. También se comprometió en 1906 (públicamente) con Lionel Earle (1866-1948), distinguido funcionario que la doblaba en edad y con el que más tarde rompió.

## Matrimonio e hijos

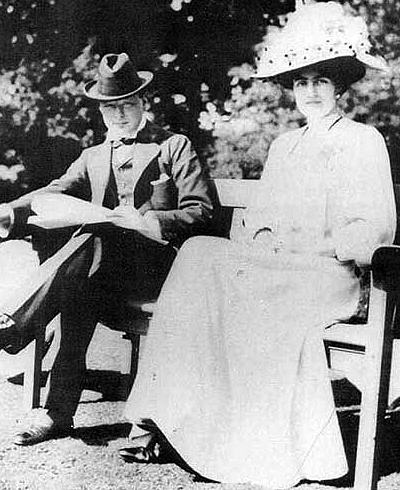
Winston Churchill y su prometida, Clementine Hozier, poco antes de su matrimonio.

El noviazgo entre Clementine y Winston fue breve. Después de haberse conocido cuatro años antes, se reencontraron en una cena en 1908. Hubo una atracción inmediata. En su primer breve encuentro Winston había reconocido la belleza y distinción de Clementine. Después de meses de correspondencia, Winston escribió a la madre de Clementine, Lady Blanche Hozier, para solicitarle su consentimiento para el matrimonio.
El 12 de septiembre de 1908, en la Iglesia de Santa Margarita, Westminster, Churchill se casó con ella, siendo diez años mayor y ya un experimentado político.
Juntos tuvieron cinco hijos: Diana (1909–1963), Randolph (1911–1968), Sarah (1914–1982), Marigold (1918–1921), y Mary (1922-2014). Sufrió un aborto en 1912.

## Primera Guerra Mundial
Después de su matrimonio, durante la Primera Guerra Mundial, Clementine Churchill organizó comedores para los trabajadores de las municiones en nombre de la Asociación Cristiana de Jóvenes (YMCA) en la zona noroeste Metropolitana de Londres.

## Años 1930
En diciembre de 1934, Clementine viajó sin Winston a bordo del yate de Lord Moyne, el Rosaura, a las islas exóticas de Borneo, Célebes, las Molucas, Nueva Caledonia, y las Nuevas Hébridas. Se afirma que durante este viaje, tuvo un romance con Terence Philip, un rico comerciante de arte siete años menor que ella. Se trataba de una aventura que no podía durar más que el clima bochornoso, pero fue significativo para ella. Sin embargo los biógrafos de Chruchill, Andrew Robert y Roy Jenkins, así como Sonia Purnel, biógrafa de Clementine niegan que el episodio terminara en infidelidad conyugal.  Ella trajo de vuelta de este viaje una paloma Bali.
Como esposa de un político que frecuentemente se encontraba dentro de la controversia, Clementine estaba acostumbrada a ser despreciada y a ser tratada groseramente por las esposas de otros políticos. Sin embargo, ella misma no podía tolerar ciertas circunstancias. Viajando una vez con Lord Moyne y sus invitados, el partido estaba escuchando un programa de radio de la BBC en la que el locutor, un vehemente político a favor de la pacificación, criticaba a Churchill por su nombre. Vera, Lady Broughton, invitada de Moyne, dijo: "oigan, oigan" a las críticas de Churchill. Clementine esperaba que su anfitrión diera unas palabras de conciliación, pero no lo hizo, así que volvió a su camarote, le escribió una nota a Moyne e hizo sus maletas. Lady Broughton entró y le pidió a Clementine que se quedase, pero ella no aceptaría las disculpas por la ofensa a su marido. Desembarcó y zarpó para su casa, a la mañana siguiente.

## Segunda Guerra Mundial
Durante la Segunda Guerra Mundial fue Presidenta del Fondo de Ayuda de la Cruz Roja para Rusia, Presidenta de la Asociación Cristiana de Mujeres Jóvenes en Tiempos de Guerra y Presidenta del Fulmer Chase Maternity Hospital para esposas de oficiales subalternos. El Clementine Churchill Hospital en Harrow, Middlesex lleva su nombre.

## Después de la Guerra
En 1946, fue nombrada Dama Gran Cruz de la Orden del Imperio Británico, convirtiéndose en Dama Clementine Hozier, GBE. Tiempo después fue nombrada Doctora Honoris Causa por la Universidad de Glasgow y después, en 1976, por la Universidad de Bristol. En mayo de 1965, fue creada par vitalicia como la Baronesa Spencer-Churchill, de Chartwell en el Condado de Kent.

## Años posteriores y muerte

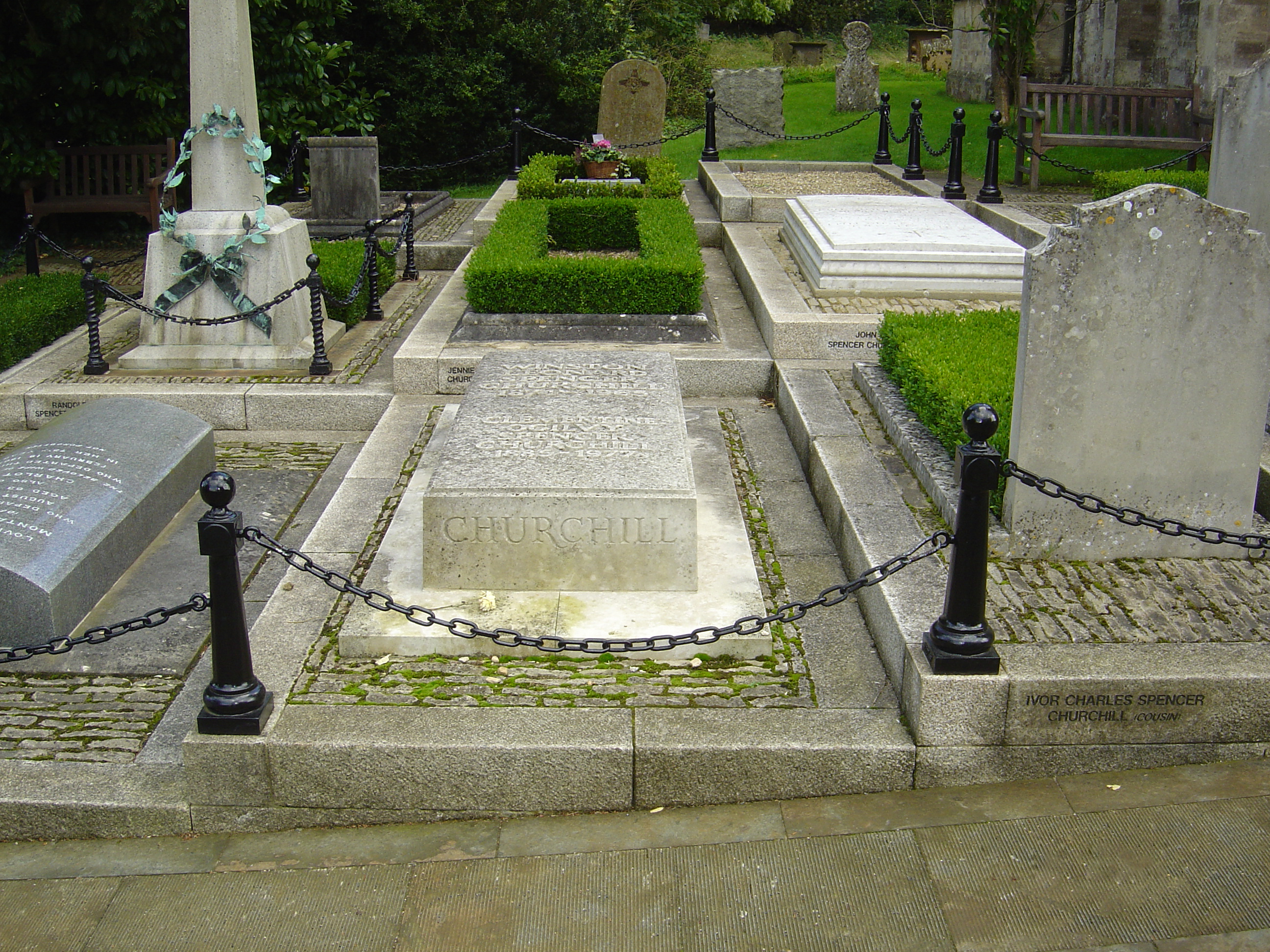
Tumba de Winston Churchill

Después de más de 56 años de matrimonio, Clementine enviudó el 24 de enero de 1965, cuando Winston murió a la edad de 90 años.
En los últimos años de su vida, Lady Spencer-Churchill tuvo que enfrentar los problemas de la inflación, el aumento de gastos hacía difícil cubrir sus costos de vida. A principios de 1977, decidió subastar cinco pinturas de su difunto esposo. La venta resultó mejor de lo esperado, y resolvió sus problemas financieros. Solo después de su muerte se descubrió que había destruido el famoso retrato de su esposo realizado por Graham Sutherland, porque no le gustaba.
Lady Spencer-Churchill murió en Princes Gate, Knightsbridge, Londres, de un ataque al corazón el 12 de diciembre de 1977. Tenía 92 años y había sobrevivido sin su esposo por casi 13 años.
Fue enterrada junto a su marido y sus hijos (con excepción de Marigold que está enterrada en el Cementerio Kensal Green, Londres) en la Iglesia de Saint Martin, Bladon, cerca de Woodstock, en Oxfordshire.
Su hija menor, la baronesa Soames, presentó en 1979 una placa en Berkhamsted, donde Clementine Hozier vivió durante sus estudios en Berkhamsted Girls' School. Hay también una placa azul en la que fue su residencia.

## Títulos, estilos y honores
- 1 de abril de 1885-12 de septiembre de 1908: Señorita Clementine Hozier.
- 12 de septiembre de 1908-1946: Señora Clementine Churchill.
- 1946-24 de abril de 1953: Dama Clementine Churchill, GBE.[1]
- 24 de abril de 1953-17 de mayo de 1965: Clementine, Lady Churchill, GBE.
- 17 de mayo de 1965-12 de diciembre de 1977: La Muy Honorable Baronesa Spencer-Churchill, GBE.[1]